# تينا مبا
تينا مبا (بالإنجليزية: Tina Mba)‏، هي مُمثلة نيجيرية. رُشحت تينا سنة 2011 لنيل جائزة الأكاديمية الأفريقية للأفلام لأفضل ممثلة في دور مساعد عن دورها في فيلم "Tango With Me".

## روابط خارجية
تينا مبا على موقع IMDb (الإنجليزية)